# Pin noir du Japon
Pinus thunbergii
Espèce
Classification phylogénétique
Statut de conservation UICN

 LC  : Préoccupation mineure
Le pin noir du Japon (Pinus thunbergii) est un arbre appartenant au genre Pinus et à la famille des Pinacées.
Son nom japonais est : クロマツ (黒松) kuro-matsu, littéralement : "pin noir".

## Description
Les pins noirs peuvent atteindre une hauteur de 40 m, mais atteignent rarement cette taille en dehors de leur aire de répartition naturelle. Les aiguilles sont en faisceaux de deux avec une gaine blanche à la base, de 7 à 12 cm de long ; les cônes femelles mesurent de 4 à 7 cm de long, sont écaillés, avec de petites pointes sur le bout des écailles et mettent deux ans à mûrir. Les cônes mâles mesurent 1 ou 2 cm de long et forment des touffes de 12 à 20 cm sur les sommets de la croissance printanière. L'écorce est grise sur les jeunes arbres et les petites branches, devenant noire et plaquée sur les plus grandes branches et le tronc; devient assez épais sur les troncs plus âgés.

## Utilisation
En raison de sa résistance à la pollution et au sel, c'est un arbre horticole populaire. Au Japon, il est largement utilisé comme arbre de jardin, à la fois formé comme Niwaki et non entraîné, devenant un arbre dominant. Les troncs et les branches sont formés dès le plus jeune âge pour être élégants et intéressants à voir. C'est l'un des sujets classiques du bonsaï, nécessitant une grande patience pendant de nombreuses années pour bien s'entraîner.

## Plante hôte
Pinus thunbergii est la plante hôte de la plante parasite Taxillus kaempferi, de la famille des Loranthacées.